# Bitwa pod Leśną
Bitwa pod Leśną – starcie zbrojne, które miało miejsce 9 października 1708 roku podczas Wielkiej Wojny Północnej.
Bitwa stoczona została przez armię rosyjską (17 000 żołnierzy, w tym 10 000 jazdy) dowodzoną przez cara Piotra I a armią szwedzką (13 000 żołnierzy, w tym 6 000 jazdy) dowodzona przez Adama Lewenhaupta. Miejscem bitwy były okolice wsi Leśna w granicach ówczesnego Wielkiego Księstwa Litewskiego (dziś Białoruś, obwód mohylewski).

## Wstęp
Odniesione na początku wojny zwycięstwa nad Duńczykami pod Kopenhagą i Rosjanami pod Narwą tymczasowo wyłączyły oba te kraje z grona głównych przeciwników Szwecji.
Jednak Karol XII, zamiast szybko dokończyć wojnę z Rosją, wolał wkroczyć w granice pragnącej zachować neutralność i pogrążonej w kryzysie Rzeczypospolitej, a następnie uganiać się po jej ogromnym terytorium za jej władcą i jednocześnie elektorem Saksonii Augustem Mocnym.
Gdy Szwedzi marnowali swój czas w Polsce, lekceważeni przez nich Rosjanie za sprawą cara Piotra reformowali swą armię by w coraz większym stopniu mogła dorównać najlepszym ówczesnym armiom świata. W tym celu piechota rosyjska była przezbrajana w najnowocześniejszą wtedy broń skałkową i szkolona tak, by móc stosować powszechną w tych czasach taktykę linearną. Wkrótce Rosjanie zaczęli odnosić sukcesy w Inflantach oraz przystąpili do budowy Sankt Petersburga. Rozdrażniony rosyjskimi sukcesami Karol XII postanowił uderzyć na Moskwę, czyli w samo serce Rosji. Zwycięstwo pod Hołowczynem zapowiadało, że i tym razem Rosja szybko zostanie rzucona na kolana.
Lewenhaupt, jeden z najważniejszych szwedzkich generałów, dowodził jedną z najlepszych szwedzkich armii, której baza znajdowała się w Rydze. Latem 1708 roku otrzymał od Karola XII rozkaz marszu na południe, by dołączyć do liczącej 25 000 żołnierzy armii królewskiej. Zadaniem Lewenhaupta było dostarczenie maszerującej na Moskwę armii Karola XII amunicji i żywności.
Ponieważ Lewenhaupt miał kłopoty z zebraniem odpowiedniej ilości zaopatrzenia, Karol XII wobec stosowanej przez Rosjan taktyki spalonej ziemi zmuszony został do rezygnacji z bezpośredniego marszu na Moskwę. Decyzja o zmianie marszruty zapadła 26 września. Szwedzi spodziewali się, że idąc na Ukrainę zostaną wzmocnieni przez sprzymierzonego z nimi Mazepę i jednocześnie liczyli na zaopatrzenie swej armii w żywność na czas zimy. W tym momencie Lewenhaupt, mający ze sobą 7 000 wozów z żywnością i amunicją, oddalony był od Karola XII o około 130 km.
Stojący pod Smoleńskiem Rosjanie obserwowali ruchy wojsk szwedzkich i ostatecznie zdecydowali, że należy zniszczyć armię Lewenhaupta zanim ten wzmocni siły Karola XII. Wskutek błędnych informacji nie udało im się zaskoczyć Lewnehaupta przy przeprawie przez Dniepr. Car Piotr wraz z Mienszykowem (12 000 żołnierzy, w tym 7 000 jazdy) 6 października ruszyli szybko z Krzyczewa, by przechwycić szwedzką armię zanim ta zdąży schronić się za rzeką Soż. Po drodze ściągnięto liczący 5000 żołnierzy korpus Baura. Lewenhaupta to nie przeraziło, gdyż w ciągu ośmiu lat zmagań wojennych ani razu nie udało się Rosjanom pobić Szwedów w otwartej bitwie. Pewni siebie Szwedzi ruszyli Rosjanom naprzeciw. W dniach 7-8 października doszło do pierwszych walk z ariergardą szwedzką.

## Bitwa
Dnia 9 października Szwedzi ustawili się na wzgórzach nad rzeką Leśnianką, na rozległej polanie. Tabor stanął z tyłu, a wylot polany obsadzony został przez 6 batalionów piechoty. Po zepchnięciu tych batalionów o godzinie 13 Rosjanie zaatakowali główne siły szwedzkie. Po dwóch godzinach walki Szwedzi zostali odrzuceni do taboru. O godzinie 17 siły rosyjskie wzmocnił korpus Baura. Pomimo tych posiłków kolejne natarcie rosyjskie nie przyniosło rezultatu. Broniących się Szwedów wspomógł dodatkowo oddział, wysłany poprzednio naprzód wraz z częścią taboru. Zapadająca noc i śnieżyca przerwały walkę.
Burza śnieżna, która zaczęła się późnym popołudniem, była w początkach października zjawiskiem niezwykle rzadkim. Pogoda ta bardziej zaszkodziła Szwedom, których szyki zostały zdezorganizowane. Widząc to Lewenhaupt zarządził w nocy odwrót, paląc większość wozów z tak bardzo potrzebnym zaopatrzeniem. Mienszykow kolejny raz rozkazał swej kawalerii ruszyć do szarży. Atak na wycofujących się Szwedów okazał się nadzwyczaj skuteczny, doprowadzając do zupełnej klęski armii Lewenhaupta.

## Po bitwie
Ponieważ przez większość czasu bitwy toczyły się zacięte walki na białą broń, bitwa była niezwykle krwawa. Szwedzi stracili 6307 ludzi, w tym ponad połowa to jeńcy. Rosyjskie straty wyniosły 1 111 zabitych i 2 856 rannych.
Lewenhaupt postanowił teraz jak najszybciej dołączyć do sił Karola XII. Z tego powodu porzucił działa, bydło i większość zapasów żywności, doprowadzając w końcu żołnierzy do buntu. Kradzież alkoholu spowodowała, że trzeba było zostawić około 1 000 pijanych żołnierzy w lesie. W końcu resztki armii Lewenhaupta liczące 6 000 żołnierzy dotarły do armii Karola XII. Ponieważ wojska Lewenhaupta nie miały ze sobą zaopatrzenia, ich przybycie powiększyło problemy żywnościowe Szwedów.
Dla Rosjan bitwa ta miała o tyle szczególne znaczenie, że obaliła mit o niemożności pokonania Szwedów w otwartej bitwie. W 1709 roku po bitwie połtawskiej car Piotr I stwierdził, że bitwa pod Leśną była "matką" zwycięstwa pod Połtawą.